# 丽塔·克里莫娃
丽塔·克里莫娃（捷克語：Rita Klímová；1931年12月10日—1993年12月30日），捷克斯洛伐克的政治家和经济学家，捷克斯洛伐克的持不同政见者。1989年之后曾担任驻美国大使。1993年因白血病逝世。